# Ivan Širić
Ivan Širić (23 november 1998) is een Bosnisch voormalig mountainbiker en wegwielrenner.

## Carrière
Als junior werd Širić in 2016 derde in zowel de tijdrit als de wegwedstrijd tijdens de nationale kampioenschappen.
In 2017 werd Širić nationaal kampioen op de weg door in een sprint met vijf Vedad Karić en Emir Hulusić naar de dichtste ereplaatsen te verwijzen. Een maand later werd hij ook nationaal kampioen op de mountainbike, door Haris Puškar in de crosscountry bijna twee minuten voor te blijven.

## Overwinningen
2017
 Bosnisch kampioen op de weg, Elite
 Bosnisch kampioen crosscountry, Elite